# Pachycnemia
Pachycnemia là một chi bướm đêm thuộc họ Geometridae.